# République démocratique finlandaise
1939–1940
Entités précédentes :
- Finlande

Entités suivantes :
- République socialiste soviétique carélo-finnoise

La République démocratique finlandaise (en finnois : Suomen kansanvaltainen tasavalta, en suédois : Demokratiska Republiken Finland), également connue sous le nom de gouvernement de Terijoki, était une république satellite de l'Union soviétique instaurée le 1er décembre 1939.
Les détails de son histoire furent révélés au grand jour dans les années 1990, après divulgation des archives du Kremlin.

## Historique

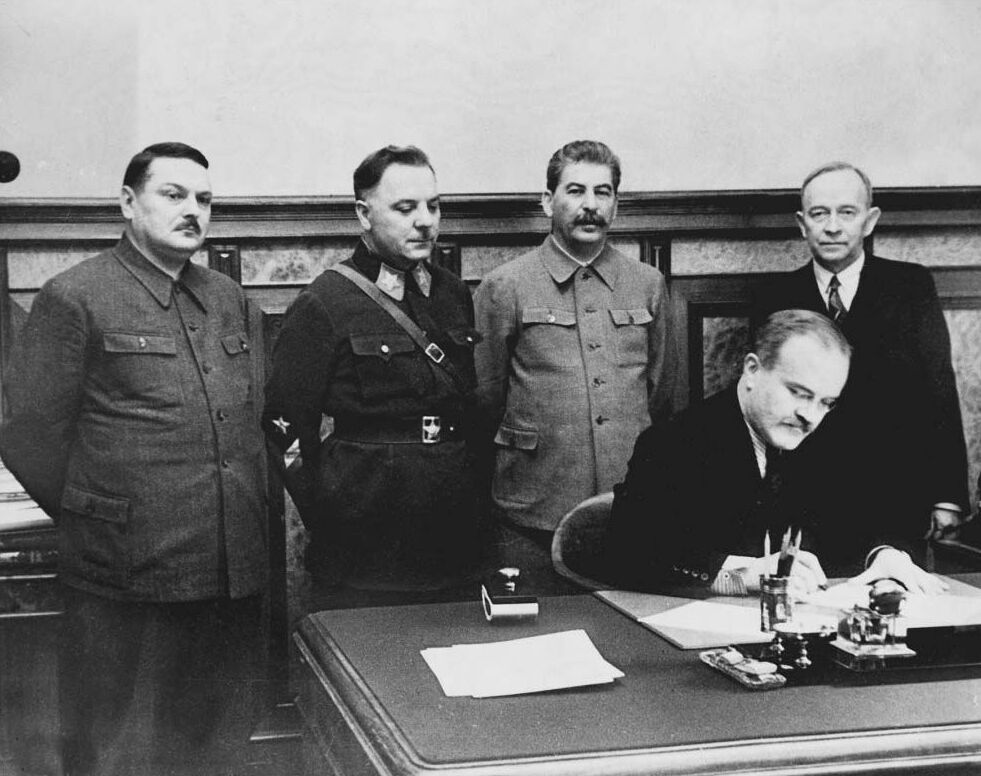
Viatcheslav Molotov signant un accord entre l'URSS et la République démocratique finlandaise. Derrière lui se tiennent Otto Wille Kuusinen et Joseph Staline.

Elle s'étendait sur les régions de Carélie que l'Armée rouge avait conquises pendant la guerre d'Hiver lors de la Seconde Guerre mondiale.
Les Soviétiques ont fait valoir en décembre 1939 qu'il s'agissait de l'unique gouvernement légitime de la Finlande, nécessaire au rétablissement de la paix. Otto Wille Kuusinen, dirigeant du gouvernement de la République démocratique finlandaise, accepta par ailleurs de céder la péninsule de Hanko, une bande de terre de l'isthme de Carélie, ainsi qu'une île du golfe de Finlande à l'Union soviétique. Toutefois, l'URSS cesse d'appuyer la République démocratique finlandaise à la fin de la guerre d'Hiver en mars 1940.
Staline espérait que l'instauration de cette république provoquerait un soulèvement populaire contre le gouvernement finlandais ; il ne parvient pas à obtenir l'appui des communistes et des socialistes finlandais — que la Russie avait soutenus lors de la guerre civile finlandaise en 1917-1920), ceux-ci restant fortement disposés et unis à défendre leur pays dans ce que l'on appelle l'« esprit de la guerre d'Hiver ».
La république ne sera jamais reconnue au niveau international, mais le Troisième Reich exprima son soutien quant à cette dernière, en raison du pacte germano-soviétique signé avec l'URSS en 1939 et des activistes tels que Jawaharlal Nehru, George Bernard Shaw, Martin Andersen Nexø et John Steinbeck exprimèrent également leur soutien à la République démocratique finlandaise. Les territoires pris à la Finlande furent alors intégrés à l'URSS sous le nom de République socialiste soviétique carélo-finnoise à la suite du traité de Moscou, signé le 12 mars 1940.

## Le gouvernement
| Ministère                                                                           | Titulaire           |
| ----------------------------------------------------------------------------------- | ------------------- |
| Président du gouvernement populaire et ministre des Affaires étrangères de Finlande | Otto Wille Kuusinen |
| Président adjoint du gouvernement populaire et ministre des Finances                | Mauritz Rosenberg   |
| Ministre de la Défense                                                              | Akseli Anttila      |
| Ministre de l’Intérieur                                                             | Tuure Lehén         |
| Ministre de l'Agriculture                                                           | Armas Äikiä         |
| Ministre de l'Éducation                                                             | Inkeri Lehtinen     |
| Ministre des Affaires caréliennes                                                   | Paavo Prokkonen     |